# Chlorochaeta latilinea
Chlorochaeta latilinea är en fjärilsart som beskrevs av Louis Beethoven Prout 1935. Chlorochaeta latilinea ingår i släktet Chlorochaeta och familjen mätare. Inga underarter finns listade i Catalogue of Life.